# Leucophenga edwardsi
Leucophenga edwardsi är en tvåvingeart som beskrevs av Bachli 1971. Leucophenga edwardsi ingår i släktet Leucophenga och familjen daggflugor.
Artens utbredningsområde är Uganda. Inga underarter finns listade i Catalogue of Life.